# انشقاق العمود الفقري
انشقاق العمود الفقري (باليونانية: rhachis - ῥάχις، و schisis - σχίσις - split) هو عيب خلقي في النمو يصيب الأنبوب العصبي. يحدث هذا الشذوذ في الرحم عندما يفشل العصب الخلفي للأنبوب العصبي في الإغلاق بحلول اليوم السابع والعشرين داخل الرحم. نتيجة لذلك، لا تتشكل الفقرات التي تعلو الجزء المفتوح من الحبل الشوكي بشكل كامل وتبقى غير مستخدمة ومفتوحة، تاركة الحبل الشوكي مكشوفًا. المرضى الذين يعانون من داء انشقاق العمود الفقري يعانون من عجز حركي وحسي، والتهابات مزمنة، واضطرابات في وظائف المثانة. غالبًا ما يحدث هذا العيب مع انعدام الدماغ.
انشقاق القحف والسيساء هو أحد أشكال الإصابة بانشقاق العمود الفقري الذي يحدث عندما يتعرض الحبل الشوكي والدماغ - لانزلاق كامل في آن واحد وانعدام الدماغ. إنه يتعارض مع الحياة؛ غالبًا ما تنتهي حالات الحمل المصابة بالإجهاض أو الإملاص. يموت الأطفال الذين يولدون أحياء مصابين بانشقاق الجمجمة بعد الولادة بقليل.

## توضيح

### التفاعلات مع تشوهات النمو الأخرى
انشقاق العمود الفقري هي حالة معقدة وتظهر نفسها مع تشوهات أخرى. عادةً ما تكون التشوهات الأخرى في الوجه والرقبة والعمود الفقري والرأس. من الشائع جدًا أن تتطور الإصابة بالخلل بالاقتران مع عدم التنسج (حالة لا يتطور فيها النسيج أو العضو بشكل كامل).
انعدام القحف هو عيب في النمو حيث لا تتطور العظام مع قاع الجمجمة بشكل صحيح ولا يتطور الدماغ بشكل كامل. يمكن أن يتطور انشقاق العمود الفقري بالتزامن مع انعدام القحف، ما يتسبب في مزيد من الضرر في مناطق الدماغ والعمود الفقري. في غياب الأكرانيا (انعدام القحف)، ما يزال لدى المرضى الذين يعانون من انشقاق العمود الفقري معدل وفيات مرتفع.
انعدام الدماغ هو حالة ينمو فيها الطفل بجمجمة مفتوحة في بعض المناطق. يمكن أن يتطور انشقاق العمود الفقري بالتزامن مع انعدام الدماغ، الأمر الذي يزيد من مساحة المنطقة المعرضة. على الرغم من أن هذه الحالات تشبه بعضها البعض إلى حد كبير، لكن حالات الإصابة بداء انشقاق العمود الفقري تختلف شكليًا عن حالات انعدام الدماغ، لذا فهي بالفعل حالتان منفصلتان.
تعد حالة انشقاق العمود الفقري أيضًا عاملًا مساهمًا في ظهور نقص الدماغ - وهي حالة يكون فيها العمود الفقري مشوهًا.
يمكن أن تحدث المزيد من التشوهات مثل تشوهات الأضلاع مع الإصابة بانشقاق العمود الفقري. يمكن أن تتطور تشوهات المعدة أيضًا مع عدم انتظام ضربات القلب.

## عوامل الخطر
إذا كان شقيق الجنين قد تأثر بالمرض، فهناك خطر متزايد من إصابة طفل آخر بهذه الحالة. هناك أيضًا فرصة أعلى قليلًا لتطور الحالة لدى الإناث مقارنة بالذكور.
يعد نقص حمض الفوليك أيضًا أحد عوامل الخطر المقبولة جيدًا لجميع عيوب الأنبوب العصبي، بما في ذلك انتفاخ البطن. هذا هو السبب وراء تطوير العديد من السياسات الصحية المتعلقة بحمض الفوليك أثناء الحمل.

## التشخيص
يجري التشخيص الأولي عادةً عن طريق الأمواج فوق الصوتية للكشف عن أي تشوهات خلقية. تظهر الأجنة المصابة عادةً تشوهات في الجمجمة وتشوهات في أنسجة المخ بالإضافة إلى تشوهات العمود الفقري. بعد التصوير بالأمواج فوق الصوتية، يستخدم التصوير بالرنين المغناطيسي (MRI) بشكل شائع لتأكيد التشخيص. يشار إلى وجود انشقاق العمود الفقري في التصوير من خلال عدم وجود خط قوس الجمجمة.
قد تكون أدوات تشخيص عيوب الأنبوب العصبي الأخرى مثل مقايسات بروتين فيتوبروتين ألفا أو أسيتيل كولينستريز مفيدة أيضًا في تحديد أي حالات أخرى يمكن أن تؤدي إلى تطور الإصابة بانشقاق العمود الفقري.